# صادق بیت سیاح
صادق بیت سیاح (زادهٔ ۲۶ آذر ۱۳۶۵ در اهواز) ورزشکار ملی‌پوش ایران در رشته پرتاب نیزه کلاس اِف۴۱ معلولان است. او در بازی‌های پارالمپیک تابستانی ۲۰۲۰ به مدال نقره دست یافت. صادق بیت‌سیاح در بازی‌های پارالمپیک تابستانی ۲۰۲۴، مدال طلایی که به‌دست آورده بود و رکوردشکنی که کرده بود را با گرفتن دو کارت زرد به دلیل خوشحالی غیر ورزشی با نشان دادن علامت بریدن سر و شادی با پرچم غیررسمی، از دست داد و رتبه و مدل طلای او پس گرفته شد.

## پارالمپیک ۲۰۲۰ توکیو
میزان پرتاب‌های بیت سیاح در مسابقات پارالمپیک توکیو به شرح زیر است:
- پرتاب اول: ۴۱ متر و ۹۸ سانتیمتر
- پرتاب دوم: ۴۳ متر و یک صدم سانتیمتر
- پرتاب سوم: خطا
- پرتاب چهارم: ۴۳ متر و ۳۵ سانتیمتر
- پرتاب پنجم: ۴۲ متر و ۳۰ سانتیمتر
- پرتاب ششم: ۴۱ متر و ۸۰ سانتیمتر

## پارالمپیک ۲۰۲۴ پاریس
مدال طلای صادق بیت‌سیاح در پارالمپیک پاریس به دلیل رعایت نکردن قوانین اخلاقی دوومیدانی، پس گرفته شد. بیت‌سیاح در پرتاب نیزه کلاس اِف۴۱ پارالمپیک ۲۰۲۴ پاریس، با پرتاب ۴۷٫۶۴ متری رکورد پارالمپیک را شکست و در جایگاه نخست قرار گرفت، اما به دلیل استفاده از یک پرچم مذهبی که تبلیغ شعائر شیعیان بود و طبق قوانین بین‌المللی و اصول اخلاقی المپیک، تبلیغ نمادهای دینی، مذهبی، نژادی (غیر از پرچم کشور) و غیره ممنوع است؛ از جدول حذف شد. بیت سیاح گفته است که در مسابقات المپیک توکیو ۲۰۲۰ از پیراهن منقش به «یا ام البنین» بود، استفاده کرد؛ ولی کارت زردی از داور دریافت نکرده بود. سید علی خامنه ای در دیدار با ورزشکاران مسابقات المپیک و پارالمپیک به بیت سیاح گفت: «ان‌شاءالله که خود جناب ام‌البنین عوض‌تان بدهد.»